# Link-local Multicast Name Resolution
| Familie: | Internetprotokollfamilie |                 |                 |                 |                 |
| Einsatzgebiet: | Namensauflösung          |                 |                 |                 |                 |
| Ports: | 5355/UDP, 5355/TCP       |                 |                 |                 |                 |
| \| Anwendung \| LLMNR \| LLMNR \| LLMNR \| LLMNR \| LLMNR \| \| ---------- \| --------------- \| --------------- \| --------------- \| --------------- \| --------------- \| \| Transport \| UDP \| UDP \| TCP \| TCP \| TCP \| \| Internet \| IP (IPv4, IPv6) \| IP (IPv4, IPv6) \| IP (IPv4, IPv6) \| IP (IPv4, IPv6) \| IP (IPv4, IPv6) \| \| Netzzugang \| Ethernet \| Token Bus \| Token Ring \| FDDI \| … \| |                          |                 |                 |                 |                 |
| Standards: | RFC 4795                 |                 |                 |                 |                 |
| Anwendung | LLMNR                    | LLMNR           | LLMNR           | LLMNR           | LLMNR           |
| Transport | UDP                      | UDP             | TCP             | TCP             | TCP             |
| Internet | IP (IPv4, IPv6)          | IP (IPv4, IPv6) | IP (IPv4, IPv6) | IP (IPv4, IPv6) | IP (IPv4, IPv6) |
| Netzzugang | Ethernet                 | Token Bus       | Token Ring      | FDDI            | …               |

Link Local Multicast Name Resolution (LLMNR) ist ein Protokoll basierend auf dem DNS-Paketformat, das IPv4- und IPv6-Hosts die Namensauflösung für Hosts im selben lokalen Netzwerk erlaubt. Es ist eingebaut in Windows Vista, Windows Server 2008, Windows Server 2008 R2, Windows 7, Windows 8 und Windows 10. LLMNR wird auch auf Smartphones und Tablets mit den Microsoft Betriebssystemen Windows Phone und Windows 10 Mobile verwendet. Unter Linux ist es im systemd-resolved implementiert.
Unter IPv4 arbeitet LLMNR parallel zum in NetBIOS integrierten Name Service NBNS und ersetzt NBNS unter IPv6, da NetBIOS IPv6 nicht unterstützt.

## Protokoll-Details
Um auf Anfragen zu antworten, lauschen Empfänger auf UDP-Port 5355 in den folgenden Multicast-Adress-Bereichen:
- IPv4 – 224.0.0.252, MAC-Adresse – 01-00-5E-00-00-FC
- IPv6 – FF02::1:3, Ethernet Multicast Adresse – 33-33-00-01-00-03

Die Empfänger lauschen auch auf TCP-Port 5355 auf der Unicast-Adresse, welche der Host zum Antworten nutzt.
Ähnlich zum mDNS basiert das LLMNR auf dem DNS-Protokoll. Es werden A Resource Records für IPv4-Adressen und AAAA Resource Records für IPv6-Adressen verwendet. Das Probing erfolgt mit dem DNS-Typ „ANY“. Im Unterschied zum mDNS werden Namenskonflikte im Netzwerk nicht behandelt. Stellt ein Teilnehmer im Netzwerk fest, dass sein Name bereits vergeben ist, so schweigt er und versucht es nach 15 Minuten erneut.